# NGC 5188
NGC 5188 је спирална галаксија у сазвежђу Кентаур која се налази на NGC листи објеката дубоког неба.
Деклинација објекта је - 34° 47' 42" а ректасцензија 13h 31m 27,9s. Привидна величина (магнитуда) објекта NGC 5188 износи 12,1 а фотографска магнитуда 12,9. Налази се на удаљености од 32,9000 милиона парсека од Сунца. NGC 5188 је још познат и под ознакама MCG -6-30-7, ESO 383-9, AM 1328-343, IRAS 13286-3432, PGC 47549.